# Představitelé Šan-si
Představitelé Šan-si stojí v čele správy provincie. V čele správy Šan-si stojí guvernér (šeng-čang, 省长) řídící lidovou vládu Šan-si (Šan-si-šeng žen-min čeng-fu, 山西省人民政府). Nejvyšší politické postavení v provincii má však tajemník šansijského provinčního výboru Komunistické strany Číny, vládnoucí politické strany provincie i celého státu. K dalším předním představitelům Šan-si patří předseda provinčního lidového shromáždění (zastupitelského sboru) a předseda provinčního výboru Čínského lidového politického poradního shromáždění (ČLPPS).
V politickém systému Čínské lidové republiky, analogicky k centrální úrovni, má příslušný regionální výbor komunistické strany v čele s tajemníkem ve svých rukách celkové vedení, lidová vláda v čele guvernérem (u provincie) nebo starostou (u města) řídí administrativu regionu, lidové shromáždění plní funkce zastupitelského sboru a lidové politické poradní shromáždění má poradní a konzultativní funkci.

## Tajemníci šansijského provinčního výboru Komunistické strany Číny (od 1949)
Šansijské komunisty po roce 1949 vedl provinční výbor strany v čele s tajemníkem, od roku 1956 prvním tajemníkem. Po zřízení provinčního revolučního výboru v březnu 1968 jeho předseda stanul i v čele komunistů provincie. Od března 1971 opět fungoval provinční výbor strany v čele s prvním tajemníkem. Od roku 1983 v čele provinčního výboru KS Číny stojí tajemník s několika zástupci tajemníka.
Ve sloupci „Další funkce“ jsou uvedeny nejvýznamnější úřady zastávané současně s výkonem funkce tajemníka šansijského výboru strany, případně pozdější působení v politbyru a stálém výboru politbyra.
| Jméno (životní data)                   | Od            | Do            | Další funkce a poznámky |
| -------------------------------------- | ------------- | ------------- | --- |
| Čcheng C’-chua (程子华) (1905–1991)    | srpen 1949    | září 1950     | předseda lidové vlády Šan-si (1949–1951), ministr obchodu (1958–1960), ministr pro občanské záležitosti (1978–1982), místopředseda celostátního výboru ČLPPS (1980–1988) |
| Laj Žuo-jü (赖若愚) (1910–1958)        | září 1950     | únor 1952     | předseda lidové vlády Šan-si (1951–1952) |
| Sie Süe-kung (解学恭) (1916–1993)      | únor 1952     | červenec 1952 | úřadující, později první tajemník vnitromongolského oblastního výboru KS Číny (1966–1967), předseda tchienťinského revolučního výboru (1967–1978), první tajemník tchienťinského městského výboru KS Číny (1971–1978),                                                                               |
| Kao Kche-lin (高克林) (1907–2001)      | červenec 1952 | prosinec 1952 | |
| Tchao Lu-ťia (陶鲁笳) (1917–2011)      | prosinec 1952 | srpen 1965    | předseda šansijského provinčního výboru ČLPPS (1955–1965) |
| Wej Cheng (卫恒) (1915–1967)           | srpen 1965    | leden 1967    | předtím guvernér Šan-si (1958–1965), předseda šansijského provinčního výboru ČLPPS (1965–1967) |
| Sie Čen-chua (谢振华) (1916–2011)      | duben 1971    | květen 1975   | předseda šansijského revolučního výboru (1971–1975) |
| Wang Čchien (王谦) (1917–2007)         | květen 1975   | říjen 1980    | guvernér Šan-si (1965–1967), předseda šansijského revolučního výboru (1975–1979), předseda šansijského provinčního výboru ČLPPS (1977–1979) |
| Chuo Š’-lien (霍士廉) (1909–1996)      | říjen 1980    | březen 1983   | předtím úřadující guvernér Če-ťiangu (1957–1958), první tajemník šensijského provinčního výboru KS Číny (1965–1967), později první tajemník ningsiaského oblastního výboru KS Číny (1977–1979) a předseda ningsiaského revolučního výboru (1977–1979), ministr zemědělství (1979–1981)               |
| Li Li-kung (李立功) (1925–2020)        | březen 1983   | březen 1991   | |
| Wang Mao-lin (王茂林) (* 1934)         | březen 1991   | září 1993     | předseda šansijského provinčního výboru ČLPPS (1993–1994), později první tajemník chunanského provinčního výboru KS Číny (1993–1999) |
| Chu Fu-kuo (胡富国) (* 1937)           | září 1993     | červen 1999   | guvernér Šan-si (1992–1993), předseda šansijského provinčního výboru ČLPPS (1994–1995) |
| Tchien Čcheng-pching (田成平) (* 1945) | červen 1999   | červenec 2005 | předtím guvernér Čching-chaje (1992–1997), tajemník čchingchajského provinčního výboru KS Číny (1997–1999), předseda šansijského provinčního výboru ČLPPS (2000–2001), předseda šansijského provinčního lidového shromáždění (2003–2006), později ministr práce a sociálního zabezpečení (2005–2008) |
| Čang Pao-šun (张宝顺) (* 1950)         | červenec 2005 | květen 2010   | předtím předseda Všečínského svazu mládeže (1991–1993), guvernér Šan-si (2004–2005), předseda šansijského provinčního lidového shromáždění (2006–2010), později tajemník anchuejského provinčního výboru KS Číny (2010–2015)                                                                         |
| Jüan Čchun-čching (袁纯清) (* 1952)    | květen 2010   | září 2014     | předseda šansijského provinčního lidového shromáždění (2010–2014) |
| Wang Žu-lin (王儒林) (* 1953)          | září 2014     | červen 2016   | předtím guvernér Ťi-linu (2009–2012), tajemník ťilinského provinčního výboru KS Číny (2012–2014), předseda šansijského provinčního lidového shromáždění (2014–2017) |
| Luo Chuej-ning (骆惠宁) (* 1954)       | červen 2016   | listopad 2019 | předtím guvernér Čching-chaje (2010–2013), tajemník čchingchajského provinčního výboru KS Číny (2013–2016), předseda šansijského provinčního lidového shromáždění (2017–2020) |
| Lou Jang-šeng (骆惠宁) (* 1959)        | listopad 2019 | květen 2021   | předtím guvernér Šan-si (2016–2019), předseda šansijského provinčního lidového shromáždění (2020–2021), později tajemník chenanského provinčního výboru KS Číny (2021– ) |
| Lin Wu (林武) (* 1962)                 | květen 2021   | prosinec 2022 | předtím guvernér Šan-si (2019–2021), předseda šansijského provinčního lidového shromáždění (2021–2023), později tajemník šantungského provinčního výboru KS Číny (2022– ) |
| Lan Fo-an (蓝佛安) (* 1962)            | prosinec 2022 | říjen 2023    | předtím guvernér Šan-si (2021–2022), předseda šansijského provinčního lidového shromáždění (2023–2024) později ministr financí (2023– ) |
| Tchang Teng-ťie (唐登杰) (* 1964)      | říjen 2023    | ve funkci     | předtím guvernér Fu-ťienu (2018–2020), ministr občanských záležitostí (2022–2023), předseda šansijského provinčního lidového shromáždění (2024– ) |

## Guvernéři Šan-si (od 1949)
Od prosince 1979 v čele civilní administrativy provincie Šan-si stojí guvernér řídící lidovou vládu provincie. Předtím od května 1949 do února 1955 provincii spravovala lidová vláda v čele s předsedou, poté lidový výbor v čele s guvernérem. Od března 1967 do prosince 1979 správu provincie vedl revoluční výbor Šan-si v čele s předsedou.
| Jméno (životní data)                | Od            | Do            | Další funkce a poznámky |
| ----------------------------------- | ------------- | ------------- | --- |
| Čcheng C’-chua (程子华) (1905–1991) | srpen 1949    | únor 1951     | tajemník šansijského provinčního výboru KS Číny (1949–1951), ministr obchodu (1958–1960), ministr pro občanské záležitosti (1978–1982), místopředseda celostátního výboru ČLPPS (1980–1988)                                                                  |
| Laj Žuo-jü (赖若愚) (1910–1958)     | únor 1951     | duben 1952    | tajemník šansijského provinčního výboru KS Číny (1951–1952) |
| Pchej Li-šeng (裴丽生) (1906–2000)  | duben 1952    | duben 1956    | |
| Wang Š’-jing (王世英) (1905–1968)   | duben 1956    | listopad 1958 | |
| Wej Cheng (卫恒) (1915–1967)        | listopad 1958 | prosinec 1965 | později první tajemník šansijského provinčního výboru KS Číny (1965–1967), předseda šansijského provinčního výboru ČLPPS (1965–1967) |
| Wang Čchien (王谦) (1917–2007)      | prosinec 1965 | leden 1967    | poprvé |
| Liou Ke-pching (刘格平) (1904–1992) | březen 1967   | duben 1971    | předtím předseda ningsiaské oblastní vlády (1958–1960) |
| Sie Čen-chua (谢振华) (1916–2011)   | duben 1971    | květen 1975   | první tajemník šansijského provinčního výboru KS Číny (1971–1975) |
| Wang Čchien (王谦) (1917–2007)      | květen 1975   | prosinec 1979 | podruhé, první tajemník šansijského provinčního výboru KS Číny (1975–1980), předseda šansijského provinčního výboru ČLPPS (1977–1979) |
| Luo Kuej-po (罗贵波) (1907–1995)    | prosinec 1979 | duben 1983    | |
| Wang Sen-chao (王森浩) (1933–2022)  | duben 1983    | srpen 1992    | |
| Chu Fu-kuo (胡富国) (* 1937)        | srpen 1992    | září 1993     | později tajemník šansijského provinčního výboru KS Číny (1993–1999), předseda šansijského provinčního výboru ČLPPS (1994–1995) |
| Sun Wen-šeng (孙文盛) (* 1942)      | září 1993     | červenec 1999 | později ministr pozemkových a přírodních zdrojů (2003–2007) |
| Liou Čen-chua (刘振华) (* 1940)     | červenec 1999 | leden 2004    | |
| Čang Pao-šun (张宝顺) (* 1950)      | leden 2004    | červenec 2005 | předtím předseda Všečínského svazu mládeže (1991–1993), tajemník šansijského provinčního výboru KS Číny (2005–2010), předseda šansijského provinčního lidového shromáždění (2006–2010), později tajemník anchuejského provinčního výboru KS Číny (2010–2015) |
| Jü Jou-ťün (于幼军) (* 1953)        | červenec 2005 | srpen 2007    | |
| Meng Süe-nung (孟学农) (* 1949)     | srpen 2007    | září 2008     | předtím starosta Pekingu (2003) |
| Wang Ťün (王君) (* 1952)            | září 2008     | prosinec 2012 | později tajemník vnitromongolského oblastního výboru KS Číny (2012–2016) |
| Li Siao-pcheng (李小鹏) (* 1959)    | prosinec 2012 | srpen 2016    | později ministr dopravy (2016– ) |
| Lou Jang-šeng (楼阳生) (* 1959)     | srpen 2016    | prosinec 2019 | tajemník šansijského provinčního výboru KS Číny (2019–2021), předseda šansijského provinčního lidového shromáždění (2020–2021), později tajemník chenanského provinčního výboru KS Číny (2021– )                                                             |
| Lin Wu (林武) (* 1962)              | prosinec 2019 | červen 2021   | tajemník šansijského provinčního výboru KS Číny (2021–2022), předseda šansijského provinčního lidového shromáždění (2021–2023), později tajemník šantungského provinčního výboru KS Číny (2022– )                                                            |
| Lan Fo-an (蓝佛安) (* 1962)         | červen 2021   | prosinec 2022 | tajemník šansijského provinčního výboru KS Číny (2022– ), předseda šansijského provinčního lidového shromáždění (2023– ) |
| Ťin Siang-ťün (金湘军) (* 1964)     | prosinec 2022 | červen 2025   | |
| Lu Tung-liang (卢东亮) (* 1973)     | červen 2025   | ve funkci     | |

## Předsedové šansijského provinčního lidového shromáždění (od 1979)
Počínaje rokem 2003 je předsedou šansijského provinčního lidového shromáždění (to jest provinčního zastupitelského sboru) pravidelně volen tajemník provinčního výboru KS Číny.
| Jméno (životní data)                   | Od            | Do            | Další funkce a poznámky |
| -------------------------------------- | ------------- | ------------- | --- |
| Žuan Pcho-šeng (阮泊生) (1916–2017)    | prosinec 1979 | leden 1988    | |
| Wang Tching-tung (王庭栋) (1923–2010)  | leden 1988    | březen 1993   | |
| Lu Kung-sün (卢功勋) (1933–2023)       | březen 1993   | leden 2003    | |
| Tchien Čcheng-pching (田成平) (* 1945) | leden 2003    | leden 2006    | předtím guvernér Čching-chaje (1992–1997), tajemník čchingchajského provinčního výboru KS Číny (1997–1999), tajemník šansijského provinčního výboru KS Číny (1999–2005), předseda šansijského provinčního výboru ČLPPS (2000–2001), později ministr práce a sociálního zabezpečení (2005–2008) |
| Čang Pao-šun (张宝顺) (* 1950)         | leden 2006    | červenec 2010 | předtím předseda Všečínského svazu mládeže (1991–1993), guvernér Šan-si (2004–2005), tajemník šansijského provinčního výboru KS Číny (2005–2010), později tajemník anchuejského provinčního výboru KS Číny (2010–2015)                                                                         |
| Jüan Čchun-čching (袁纯清) (* 1952)    | červenec 2010 | září 2014     | tajemník šansijského provinčního výboru KS Číny (2010–2014) |
| Wang Žu-lin (王儒林) (* 1953)          | září 2014     | leden 2017    | předtím guvernér Ťi-linu (2009–2012), tajemník ťilinského provinčního výboru KS Číny (2012–2014), tajemník šansijského provinčního výboru KS Číny (2014–2016) |
| Luo Chuej-ning (骆惠宁) (* 1954)       | leden 2017    | leden 2020    | předtím guvernér Čching-chaje (2010–2013), tajemník čchingchajského provinčního výboru KS Číny (2013–2016), tajemník šansijského provinčního výboru KS Číny (2016–2019) |
| Lou Jang-šeng (骆惠宁) (* 1959)        | leden 2020    | červen 2021   | předtím guvernér Šan-si (2016–2019), tajemník šansijského provinčního výboru KS Číny (2019–2021), později tajemník chenanského provinčního výboru KS Číny (2021– ) |
| Lin Wu (林武) (* 1962)                 | červen 2021   | leden 2023    | předtím guvernér Šan-si (2019–2021), tajemník šansijského provinčního výboru KS Číny (2021–2022), později tajemník šantungského provinčního výboru KS Číny (2022– ) |
| Lan Fo-an (蓝佛安) (* 1962)            | leden 2023    | leden 2024    | předtím guvernér Šan-si (2021–2022), tajemník šansijského provinčního výboru KS Číny (2022–2023) později ministr financí (2023– ) |
| Tchang Teng-ťie (唐登杰) (* 1964)      | leden 2024    | ve funkci     | předtím guvernér Fu-ťienu (2018–2020), ministr občanských záležitostí (2022–2023), tajemník šansijského provinčního výboru KS Číny (2023– ) |

## Předsedové šansijského provinčního výboru Čínského lidového politického poradního shromáždění (ČLPPS, od 1955)
| Jméno (životní data)                   | Od            | Do            | Další funkce a poznámky |
| -------------------------------------- | ------------- | ------------- | --- |
| Tchao Lu-ťia (陶鲁笳) (1917–2011)      | únor 1955     | prosinec 1965 | první tajemník šansijského provinčního výboru KS Číny (1952–1965) |
| Wej Cheng (卫恒) (1915–1967)           | prosinec 1965 | 1967          | předtím guvernér Šan-si (1958–1965), první tajemník šansijského provinčního výboru KS Číny (1965–1967) |
| Wang Čchien (王谦) (1917–2007)         | prosinec 1977 | prosinec 1979 | guvernér Šan-si (1965–1967), první tajemník šansijského provinčního výboru KS Číny (1975–1980), předseda šansijského revolučního výboru (1975–1979) |
| Čeng Lin (郑林) (1908–1987)            | prosinec 1979 | duben 1983    | |
| Wu Kuang-tchang (武光汤) (1908–1985)   | duben 1983    | duben 1985    | zemřel ve funkci |
| Li Siou-žen (李修仁) (1921–2016)       | květen 1985   | leden 1993    | |
| Wang Mao-lin (王茂林) (* 1934)         | únor 1993     | březen 1994   | tajemník šansijského provinčního výboru KS Číny (1991–1993), později první tajemník chunanského provinčního výboru KS Číny (1993–1999) |
| Chu Fu-kuo (胡富国) (* 1937)           | březen 1994   | únor 1995     | tajemník šansijského provinčního výboru KS Číny (1993–1999), guvernér Šan-si (1992–1993) |
| Kuo Jü-chuaj (郭裕怀) (* 1934)         | únor 1995     | leden 2000    | |
| Tchien Čcheng-pching (田成平) (* 1945) | leden 2000    | únor 2001     | předtím guvernér Čching-chaje (1992–1997), tajemník čchingchajského provinčního výboru KS Číny (1997–1999), tajemník šansijského provinčního výboru KS Číny (1999–2005), předseda šensijského provinčního lidového shromáždění (2003–2006), později ministr práce a sociálního zabezpečení (2005–2008) |
| Čeng Še-kchuej (郑社奎) (* 1939)       | únor 2001     | leden 2003    | |
| Liou Ce-min (刘泽民) (1944–2017)       | leden 2003    | leden 2008    | |
| Ťin Jin-chuan (金银焕) (1952–2008)     | leden 2008    | říjen 2008    | zemřel ve funkci |
| Süe Jen-čung (薛延忠) (* 1954)         | leden 2009    | leden 2018    | |
| Chuang Siao-wej (黄晓薇) (* 1961)      | leden 2018    | srpen 2018    | |
| Li Ťia (李佳) (* 1961)                 | leden 2019    | leden 2023    | předtím předseda vnitromongolského oblastního výboru ČLPPS (2018–2019) |
| Wu Cchun-žung (吴存荣) (* 1963)        | leden 2023    | ve funkci     | |